# Івамаса Дайкі
Івамаса Дайкі (яп. 岩政 大樹, нар. 30 січня 1982, Ямагучі) — японський футболіст.

## Виступи за збірну
2009 року дебютував в офіційних матчах у складі національної збірної Японії. Відтоді провів у формі головної команди країни 8 матчів.

## Статистика виступів
| Збірна Японії | Збірна Японії | Збірна Японії |
| Роки          | Ігри          | голи          |
| ------------- | ------------- | ------------- |
| 2009          | 1             | 0             |
| 2010          | 3             | 0             |
| 2011          | 4             | 0             |
| Усього        | 8             | 0             |

## Титули і досягнення
- Клубні:
  - Чемпіон Японії: 2007, 2008, 2009
  - Володар Кубка Імператора: 2007, 2010
  - Володар Кубка Джей-ліги: 2011, 2012
  - Володар Суперкубка Японії: 2009, 2010
  - Володар Кубка банку Суруга: 2012, 2013
  - Володар Кубка тайської ліги з футболу: 2014
- Збірні:
  - Володар Кубка Азії: 2011
- Особисті:
  - у символічній збірній Джей-ліги: 2007, 2008, 2009